# Rabdítides
Els rabdítides (Rhabditida) són un ordre de cucs nemàtodes de la classe dels secernentis (Secernentea) de vida lliure i micròtrofs. És l'ordre present en un nombre més gran d'hàbitats. És essencialment terrestre, i sembla que la colonització de l'hàbitat marí ha estat relativament recent.
Des del punt de vista del comportament, es considera dels més primitius dels secernentis i de tots els nematodes, i es creu que d'ells s'han originat la resta de línies filètiques dels nematodes secernentis paràsits (els fitoparàsits i els zooparàsits). Les formes que ingereixen microorganismes presenten una valva en el bulb basal, mentre que les que ingereixen aliment semifluid extret de l'hoste presenten una valva degenerada o bé no en tenen; en casos rars, el bulb basal també és petit. L'espècie més coneguda de l'ordre dels rabdítides és Strongyloides stercoralis, de la família dels estrongiloídids (Strongyloididae), ja que causa l'estrongiloïdosi o anguilulosi de l'ésser humà.